# Escuela Superior Ciudad Sahagún
La Escuela Superior Ciudad Sahagún (ESCS) es una institución de educación media superior y superior, dependiente de la Universidad Autónoma del Estado de Hidalgo. Ubicada en el municipio de Tepeapulco, en el estado de Hidalgo, México.

## Historia
Inició labores el 4 de enero de 2000, con una matrícula de 178 alumnos distribuidos en dos turnos en los programas educativos de Ingeniería Industrial y Contaduría. Al año siguiente se puso en operación el programa de Profesional Asociado en Trabajo Social, mismo que fue liquidado en 2010. En 2011 se puso en operación la licenciatura en Ingeniería Mecánica, y en julio de 2014 inició el Bachillerato Universitario. En 2015 la Escuela Preparatoria Incorporada Salvador Allende de Ciudad Sahagún pasaron a formar parte del bachillerato de UAEH; misma que era incorporada a la UAEH desde 1973.

## Oferta educativa
La oferta educativa de la Escuela Superior Ciudad Sahagún es:
- Nivel medio superior
  - Bachillerato general
- Nivel superior
  - Ingeniería Industrial
  - Licenciatura en Contaduría
  - Ingeniería Mecánica

## Directores
Los directores que ha tenido la Escuela Superior Ciudad Sahagún son:
- Ignacio Gayosso Arias (2000-2006)
- Ezequiel Salinas González (2006-2007)
- Alberto Assad Sánchez (2007-2008)
- Martín Ortiz Granillo (2008-2017)
- Jorge Zuno Silva (2017-2023)
- Rafael Granillo Macías (2023-actual)

## Campus
Localizado en el municipio de Tepeapulco en Ciudad Sahagún, en instalaciones que anteriormente fueron dormitorios y oficinas del campamento de la fábrica DINA, tiene una extensión de 24 892.00 m². Con 9 módulos para 38 aulas, 3 laboratorios, 1 taller, 1 biblioteca, 2 áreas de cómputo, 1 centro de lenguas, oficinas administrativas, 1 auditorio, cuarto de máquinas y estacionamiento.